# 文藝復興拉丁語
文藝復興拉丁語（英語：Renaissance Latin），又稱為人文主義拉丁語（法語：Latin humaniste），為文藝復興時期，在歐洲使用的拉丁語。時間為14世紀至18世紀之間，文藝復興人文主義作者模仿了古典拉丁文的風格，創造了這種拉丁語，並用來進行寫作。

## 概論
在文藝復興時期的人文主義者，特別強調「回到源頭」（Ad fontes）的觀念。這群人認為只有古典拉丁文才是真正的拉丁文，主張揚棄中世紀拉丁語的詞彙與文學風格，回復到羅馬帝國時代的純正古典拉丁語。羅馬時代的古典作家，如西塞羅的散文，與维吉尔的詩，都是他們學習的目標。而文藝復興拉丁語在經過近代的演變後發展成為新拉丁文。